# Saint-Martin-des-Besaces
Saint-Martin-des-Besaces is een plaats en voormalige gemeente in het Franse departement Calvados in de regio Normandië en telt 1061 inwoners (1999).

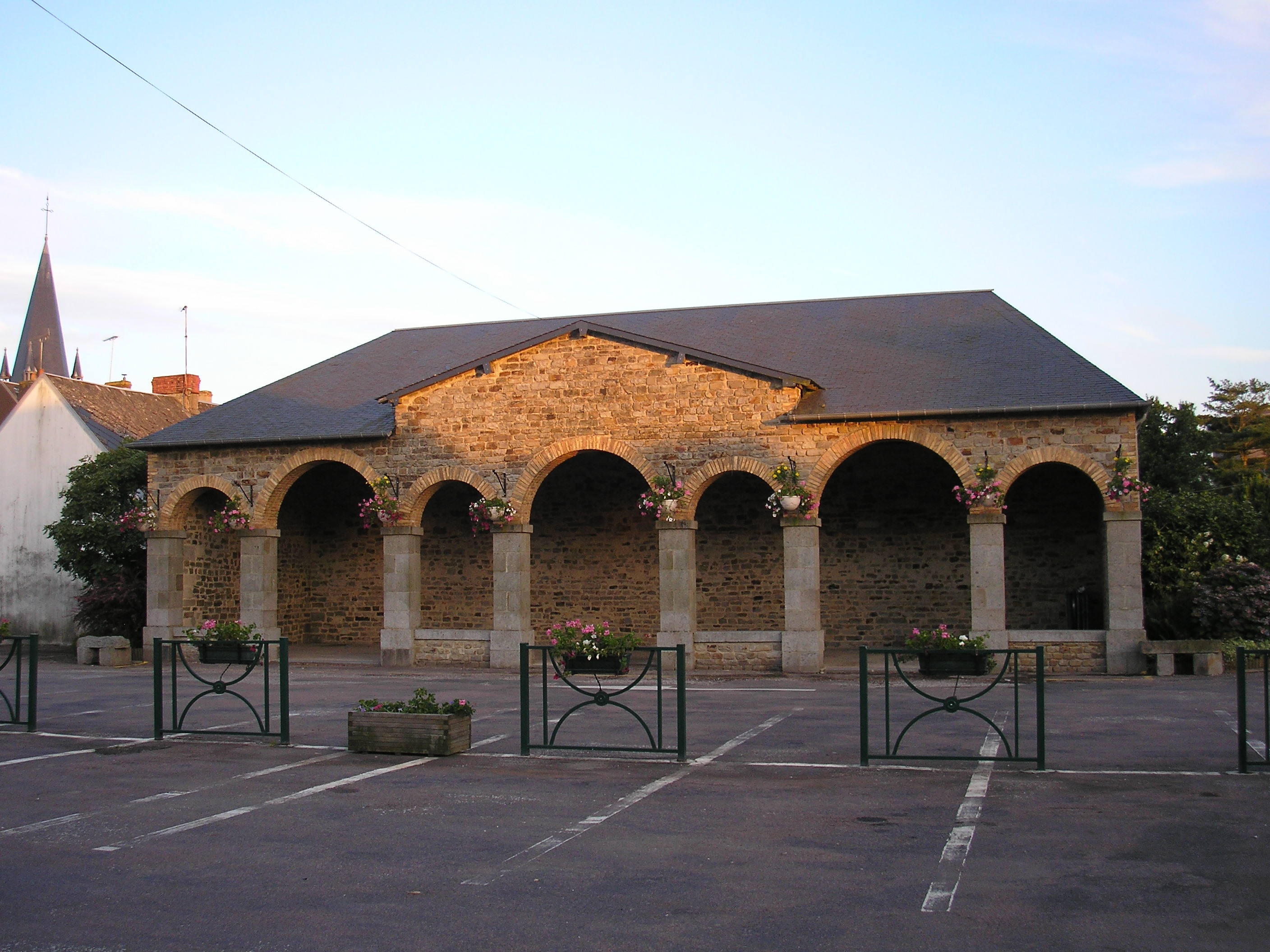
Markthal van Saint-Martin-des-Besaces
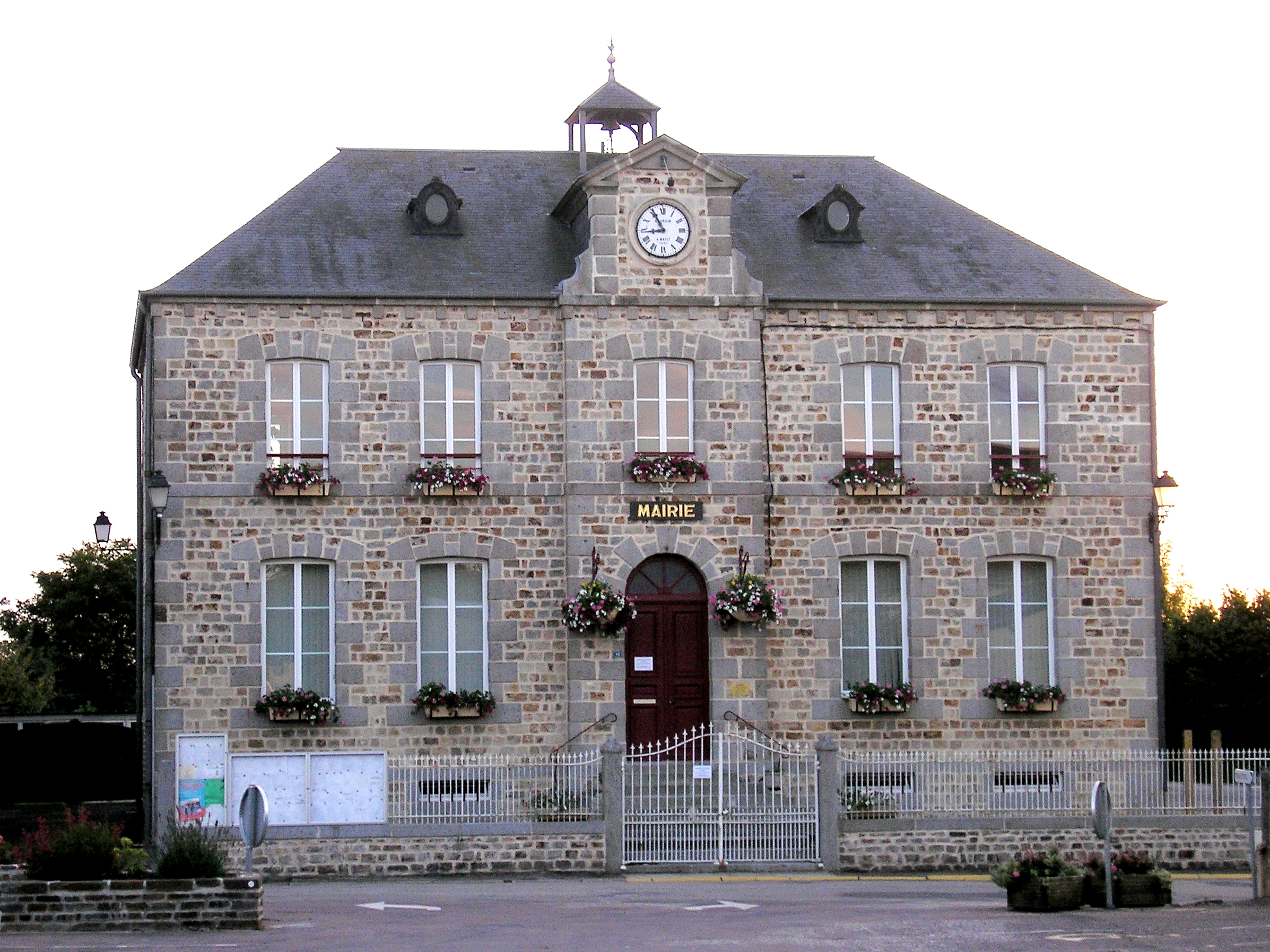
Voormalig gemeentehuis
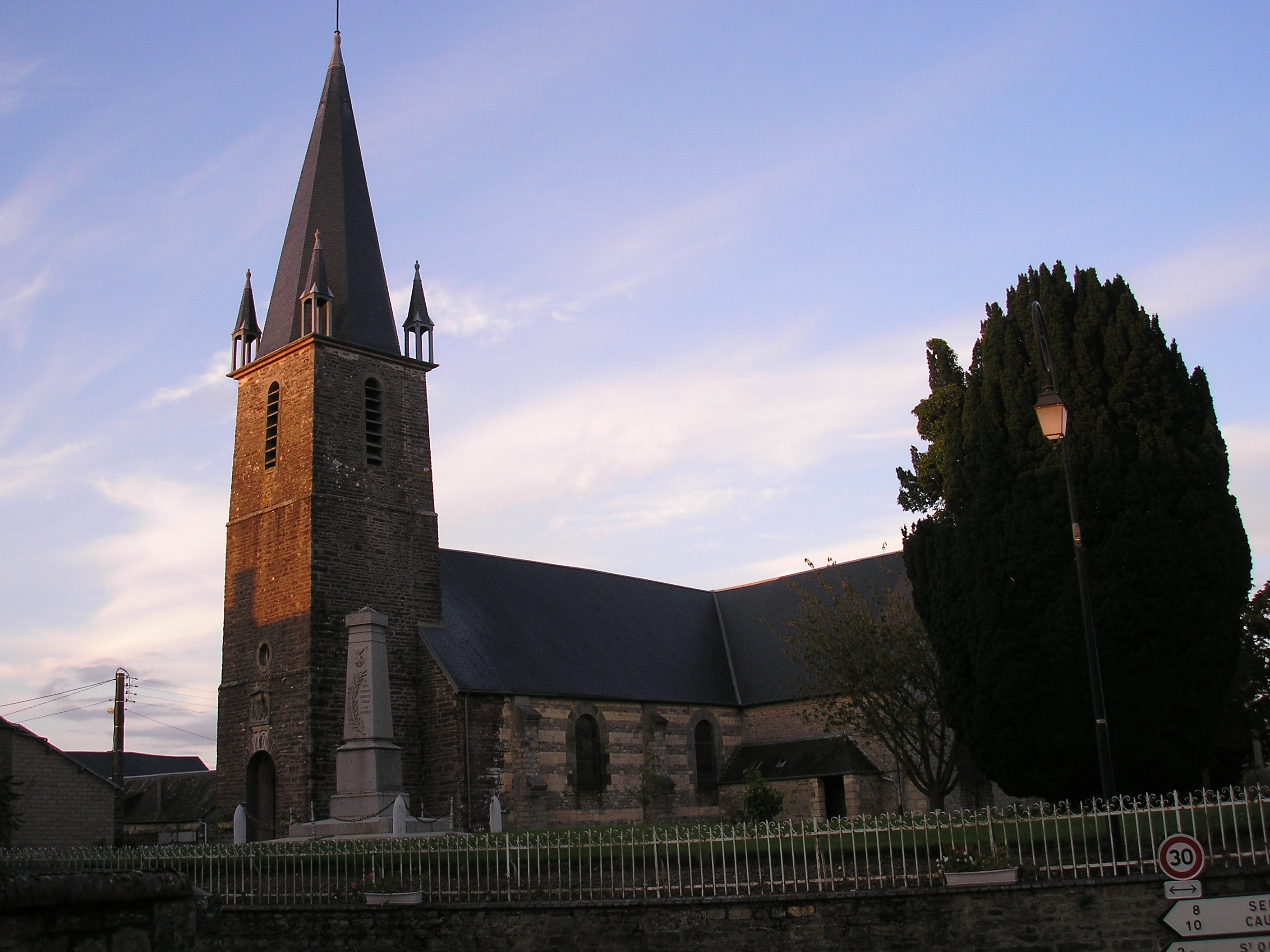
Kerk van Saint-Martin-des-Besaces

## Geschiedenis
Op 1 januari 1973 werd de aangrenzende gemeente La Ferrière-au-Doyen opgeheven een bij de gemeente aangehecht. Op 22 maart 2015 werd het het kanton Le Bény-Bocage, waartoe Saint-Martin-des-Besaces tot die dag toe behoorde, opgegeven en werden alle gemeenten van het kanton opgenomen in het kanton Condé-sur-Noireau. Op 1 januari 2016 fuseerden de gemeenten van het gemeentelijke samenwerkingsverband communauté de communes de Bény-Bocage, dat overeenkwam met het opgeheven kanton, tot de huidige gemeente Souleuvre-en-Bocage. Deze gemeente maakt deel uit van het arrondissement Vire.

## Geografie
De oppervlakte van Saint-Martin-des-Besaces bedraagt 21,9 km², de bevolkingsdichtheid is 48,4 inwoners per km².
De onderstaande kaart toont de ligging van Saint-Martin-des-Besaces met de belangrijkste infrastructuur en aangrenzende gemeenten.

## Demografie
Onderstaande figuur toont het verloop van het inwonertal (bron: INSEE-tellingen).
Vanwege een beveiligingsprobleem met de MediaWiki Graph-software is het momenteel niet mogelijk deze grafiek weer te geven. Zodra de software is bijgewerkt zal de grafiek vanzelf weer zichtbaar worden.
Beaulieu · Le Bény-Bocage · Bures-les-Monts · Campeaux · Carville · Étouvy · La Ferrière-au-Doyen · La Ferrière-Harang · La Graverie · Malloué · Montamy · Mont-Bertrand · Montchauvet · Le Reculey · Saint-Denis-Maisoncelles · Sainte-Marie-Laumont · Saint-Martin-des-Besaces · Saint-Martin-Don · Saint-Ouen-des-Besaces · Saint-Pierre-Tarentaine · Le Tourneur